# Ptichodis bucetum
Ptichodis bucetum är en fjärilsart som beskrevs av Augustus Radcliffe Grote 1883. Ptichodis bucetum ingår i släktet Ptichodis och familjen nattflyn. Inga underarter finns listade.